# نصب قبضة المقاومة
نصب قبضة المقاومة كان نصب تذكاري أقامته حركة حماس سنة 2015 في ميدان فلسطين، قطاع غزة للإحتفال بعملية أسر أرون شاؤول، خلال عملية العصف المأكول كما سمتها حركة حماس أو عملية الجرف الصامد كما سمتها إسرائيل في عام 2014، في ديسمبر 2023 اثناء الغزو البري لقطاع غزة، تمكن الجيش الإسرائيلي من الإستلاء على ميدان فلسطين وقام بتدمير النصب.

## خلفية
خلال معركة الشجاعية في 20 يوليو 2014، أطلقت حماس صاروخًا مضادًا للدبابات على ناقلة جند مدرعة تابعة للجيش الإسرائيلي وعلى متنها 7 جنود، (أعلنت حماس وقتها قتلها لـ 14 جندي) من بينهم أورون شاؤول. وسرعان ما أعلنت حماس أنها أسرت جنديًا من الجيش الإسرائيلي يُدعى آرون شاؤول، ودعمت ادعائها بـ "بطاقة هوية تحمل صورة الجندي وأوراق اعتماده". وأكد الجيش الإسرائيلي في وقت لاحق أنه لم يتم التعرف على جثة أورون شاؤول بين القتلى الذين عثر عليهم داخل المركبة.
وكان مصير شاؤول محط قلق كبير خلال الفترة القصيرة التي ساد فيها الخوف من أنه قد تم أسره، لأنه، وفقاً لوكالة أسوشيتد برس، "في الماضي، دفعت إسرائيل ثمنا باهظا في عمليات تبادل غير متوازنة للأسرى لاستعادة الجنود المأسورين". أو يبقى في قبضة أعدائه". بحسب صحيفة نيويورك تايمز ، "أدركت حماس مدى تأثير مثل هذه الأحداث على إسرائيل ومن كانت تعمل على الحصول على أسرى.
الأخبار بأن جنديًا إسرائيليًا قد تم أسره "أثارت احتفالات بين الفلسطينيين في كل من غزة والضفة الغربية"، وفقًا لما ذكرته صحيفة الإندبندنت التي نشرت صورًا لفلسطينيين يهتفون في شوارع رام الله.
وفي 25 يوليو، أكدت إسرائيل وفاة شاؤول.، بينما لم تعلن حماس عن هذا، لكنها منذ سنين لم تثبت أنه حي.

## وصف النصب
شكل النصب هو عبارة عن مدرعة إسرائيلية مكتوب عليها بالعبرية، تخترقها قبضة تمسك ثلاثة قلادات إحداها تحمل اسم شاؤول أرون بالعربية والعبرية، مع رقمه التسلسلي، بينما القلادتات الباقيتان تحملان علامة إستفهام.

## الحرب الفلسطينية-الإسرائيلية وتدمير النصب.
خلال هدنة غزة وتبادل الأسرى بين حماس وإسرائيل، قامت حركة حماس بتصوير فيديوهات للحظة تسليمها بعض الأسرى للصليب الأحمر، وأغلب هذه الفيديوهات كان في ميدان فلسطين، وظهر النصب هذا خلال أحدها.
بعد قرابة إسبوعين من إستئناف القتال بعد الهدنة وصل الجيش الإسرائيلي إلى ميدان فلسطين، وقام بتصوير فيديو لجرافة إسرائيلية تقوم بسحب النصب وإسقاطه، وقام بعدها بنشر صور توثق تدمير النصب نهائيا.